# Fjellstrand
För företaget, se Fjellstrand AS
Fjellstrand är en tätort i Nesoddens kommun i Akershus fylke i sydöstra Norge. Orten ligger på halvön Nesodden mellan Bunnefjorden och Oslofjorden, mellan tätorten Fagerstrand och kommunens centralort Nesoddtangen. 
Fjellstrand växte upp som sommarort efter första världskriget. Många sommarstugor har sedan dess gjorts om till permanentboende. Under en period var Fjellstrand centralort för Nesoddens kommun.